# Heliophila esterhuyseniae
Heliophila esterhuyseniae är en korsblommig växtart som beskrevs av Wessel Marais. Heliophila esterhuyseniae ingår i släktet solvänner, och familjen korsblommiga växter. Inga underarter finns listade i Catalogue of Life.